# Mikrosekunda
Mikrosekunda (μs) - podwielokrotna jednostka czasu w układzie SI, równa jednej milionowej sekundy:
1 μs = 10-6 s = 1/1 000 000 s
1 ms = 1 000 μs
Fala elektromagnetyczna długości 300 metrów ma okres 1 mikrosekundy. 
Światło rozchodzące się w próżni przebywa przestrzeń 1 kilometra w czasie 3,33564095 μs.
Czasy błysków współczesnych komercyjnych stroboskopów mierzone są także w mikrosekundach.